# 世知原町
世知原町（せちばるちょう）は、長崎県の北部、北松浦半島内陸部にあった町である。北松浦郡に属していた。2005年（平成17年）4月1日に佐世保市に編入され自治体として消滅した。
ここでは、現在の佐世保市の一地域としての世知原（せちばる）についても記述する。

## 地理
佐世保市の北隣、北松浦半島の内陸にあり、平成の大合併までは長崎県内では3町のみ（他は隣接する吉井町及び東彼杵郡波佐見町）の海に面していない自治体であった。
町域は山間部のため、特に冬季は積雪や道路凍結が長崎県内としては多い。
- 山 ： 国見山 - 長崎県北部の最高峰、標高777メートル[1]。
- 川 ： 佐々川 - 当町を源流とする長崎県内では最長の川。

## 地域

### 地名
世知原町は1889年（明治22年）の町村制施行時に1村単独（当時は世知原村）で自治体として発足した為、大字は無し。
2005年（平成17年）佐世保市編入時に地名末尾の「免」の文字、及び小字を廃し、旧来の免の名称に「世知原町」を冠した町名に変更された。
（表記例：北松浦郡世知原町栗迎免→佐世保市世知原町栗迎）
| 町名設置前 （北松浦郡世知原町） | 読み                     | 町名設置後（佐世保市） | 町名設置後（佐世保市）               |
| 免                              | 読み                     | 町名                   | 行政区                               |
| ------------------------------- | ------------------------ | ---------------------- | ------------------------------------ |
| 赤木場免                        | あかこば                 | 世知原町赤木場         | 北川内(一部)                         |
| 岩谷口免                        | いわやぐち               | 世知原町岩谷口         | 岩谷口、高野                         |
| 上野原免                        | うえのはら               | 世知原町上野原         | 上野原、板山                         |
| 太田免                          | おおた                   | 世知原町太田           | 春日、太田                           |
| 開作免                          | かいさく                 | 世知原町開作           | 開作                                 |
| 木浦原免                        | きうらばる               | 世知原町木浦原         | 木浦原(一部)                         |
| 北川内免                        | きたがわうち →きたがわち | 世知原町北川内         | 北川内(一部)                         |
| 栗迎免                          | くりむかえ               | 世知原町栗迎           | 栗迎1〜7                             |
| 長田代免                        | ながたしろ               | 世知原町長田代         | 長田代                               |
| 中通免                          | なかどおり               | 世知原町中通           | 北川内(一部)、槍巻(一部)、城山(一部) |
| 西ノ岳免                        | にしのたけ               | 世知原町西ノ岳         | (無住)                               |
| 笥瀬免                          | やなぜ                   | 世知原町笥瀬           | 笥瀬、木浦原(一部)                   |
| 矢櫃免                          | やびつ                   | 世知原町矢櫃           | 栗迎2・4・7(一部)、かじか            |
| 槍巻免                          | やりまき                 | 世知原町槍巻           | 槍巻(一部)、城山(一部)               |

1. ↑  佐世保市編入時に「北川内」の読みが変更された。

## 歴史

### 近現代
- 1889年（明治22年）4月1日 - 町村制施行に伴い、世知原村が単独村制を施行し北松浦郡世知原村が成立。
- 1940年（昭和15年）11月3日 - 世知原村が町制施行、世知原町となる。
- 1986年（昭和61年） - 「全町公園化宣言」を制定。
- 2005年（平成17年）
  - 3月27日 - 世知原町立世知原中学校体育館にて閉町記念式典を実施[3]。
  - 4月1日 - 吉井町とともに佐世保市へ編入、自治体としては消滅し、佐世保市世知原町になる。世知原町役場は「佐世保市役所世知原行政センター」となる。
- 2012年（平成24年）8月1日 - 佐世保市役所世知原行政センターが「佐世保市役所世知原支所」に改称。

## 行政

### 歴代町村長
| 代 （町長） | 代 （通し） | 氏名       | 就任年月日     | 退任年月日     | 備考             |
| ----------- | ----------- | ---------- | -------------- | -------------- | ---------------- |
|             | １          | 西山乙三郎 | 1889年5月6日   | 1895年12月20日 | 町村制施行       |
|             | ２          | 河内國十郎 | 1895年12月20日 | 1897年12月15日 |                  |
|             | ３          | 前田鼎蔵   | 1898年2月1日   | 1901年12月22日 |                  |
|             | ４          | 中倉万次郎 | 1902年3月3日   | 1902年4月25日  |                  |
|             | ５          | 浜野洪基   | 1902年5月28日  | 1906年4月20日  |                  |
|             | ６          | 松田等     | 1906年8月16日  | 1910年8月15日  |                  |
|             | ７          | 河内國十郎 | 1911年3月7日   | 1915年3月6日   |                  |
|             | ８          | 久田玄三郎 | 1915年5月4日   | 1918年2月8日   |                  |
| 1           | ９          | 片山要     | 1918年5月4日   | 1941年7月6日   | 町制施行         |
| 2           | 10          | 金子實     | 1941年9月24日  | 1946年11月8日  |                  |
| 3           | 11          | 松田郡四郎 | 1947年4月5日   | 1955年4月30日  | 初の公選町長     |
| 4           | 12          | 前田信義   | 1955年5月1日   | 1971年4月30日  |                  |
| 5           | 13          | 金子薫     | 1971年5月1日   | 1977年2月21日  | 名誉町民         |
| 6           | 14          | 陣野強助   | 1977年4月10日  | 1993年4月9日   |                  |
| 7           | 15          | 市瀬健爾   | 1993年4月10日  | 2005年3月18日  | 不祥事による退職 |
| 代理        | 代理        | 北御門慶幸 | 2005年3月15日  | 2005年3月31日  | 助役             |

### 市瀬町長の不祥事
2004年7月23日、市瀬町長が強制わいせつを犯行し、2005年3月12日に逮捕された。3月15日に退職願を提出し、3月18日の町議会臨時会で退職が同意され、同日付で退職となった。市瀬町長は、被害女性との示談が成立したため、3月15日に不起訴処分となった。

## 人口
1920年以降の数値は、国勢調査を元にしている。2005年以降の数値は、国勢調査に基づいている佐世保市統計書で「世知原地区」「世知原支所管内」と記された地域の値を記載している。
炭鉱の閉山前後では、人口が10年間で6割減少した。近年は少子高齢化が進んでおり、65歳以上の割合は、2005年時点で30%だったが、2020年時点では45%となっている。
| 年                 | 世帯数    | 人口     | 出典   |
| ------------------ | --------- | -------- | ------ |
| 1891年（明治24年） | 459世帯   |          | [ 11 ] |
| 1912年（明治45年） | 821世帯   |          | [ 11 ] |
| 1920年（大正09年） | 1,000世帯 | 4,796人  | [ 12 ] |
| 1925年（大正14年） | 1.032世帯 | 5,012人  | [ 12 ] |
| 1930年（昭和05年） | 1,005世帯 | 5,171人  | [ 13 ] |
| 1935年（昭和10年） | 1,015世帯 | 5,316人  | [ 13 ] |
| 1940年（昭和15年） | 1,394世帯 | 7,056人  | [ 14 ] |
| 1947年（昭和22年） | 1,814世帯 | 9,130人  | [ 14 ] |
| 1950年（昭和25年） | 2,073世帯 | 10,222人 | [ 14 ] |
| 1955年（昭和30年） | 2,336世帯 | 11,810人 | [ 14 ] |
| 1960年（昭和35年） | 2,552世帯 | 11,986人 | [ 14 ] |
| 1965年（昭和40年） | 2,040世帯 | 8,842人  | [ 14 ] |
| 1970年（昭和45年） | 1,207世帯 | 4,757人  | [ 14 ] |
| 1975年（昭和50年） | 1,257世帯 | 4,744人  | [ 14 ] |
| 1980年（昭和55年） | 1,334世帯 | 4,936人  | [ 14 ] |
| 1985年（昭和60年） | 1,376世帯 | 4,890人  | [ 15 ] |
| 1990年（平成02年） | 1,355世帯 | 4,678人  | [ 15 ] |
| 1995年（平成07年） | 1,385世帯 | 4,492人  | [ 15 ] |
| 2000年（平成12年） | 1,398世帯 | 4,243人  | [ 15 ] |
| 2005年（平成17年） | 1,409世帯 | 4,125人  | [ 16 ] |
| 2010年（平成22年） | 1,316世帯 | 3,795人  | [ 17 ] |
| 2015年（平成27年） | 1,225世帯 | 3,440人  | [ 18 ] |
| 2020年（令和02年） | 1,168世帯 | 3,044人  | [ 19 ] |

## 教育

### 中学校
- 世知原町立世知原中学校

### 小学校
- 世知原町立世知原小学校

## 産業
1891年（明治24年）から始まった北松炭田からの石炭産出で栄えたが、エネルギー革命の余波を受けて相次ぎ閉山し、1970年には町内から炭鉱がなくなった。翌年には石炭輸送を行っていた国鉄世知原線も廃止された。その後は戦後盛んになった製茶業等の農業が産業の中心的位置を占めていた。
2020年時点の販売目的の農作物の作付面積は204ヘクタールで、そのうち稲（飼料用を除く）が116ヘクタールである。

### 名産品
- 世知原茶 - 蒸製玉緑茶。全国の品評会でも多数受賞している[21]。

## 交通
空港・鉄道なし。
かつては国鉄世知原線が通っていたが、1971年（昭和46年）12月26日に全線廃止となった。
- 最寄り空港は長崎空港。
- 最寄り駅は松浦鉄道吉井駅。

### バス路線

#### 一般路線バス
- 西肥自動車
  - 佐々バスセンター - 吉井 - 御橋局前 - 世知原 - 槍巻 - 世知原温泉 (槍巻 - 世知原温泉間は2017年4月の改正で廃止)
  - 佐世保バスセンター - 知見寺 - 槍巻 - 世知原 - 吉井
  - 佐世保バスセンター - 皆瀬局前 - 菰田 - 世知原
  - 世知原 - 長坂 - 笛吹 - 松浦駅前
- 予約制乗合タクシー「あじさい号」が運行中[22]。

### 道路
- 高速道路なし。自動車専用道路の最寄りインターチェンジは西九州自動車道相浦中里インターチェンジ。
- 一般国道なし。

#### 県道
主要地方道
- 長崎県道11号佐世保日野松浦線
- 長崎県道54号栗木吉井線

一般県道
- 長崎県道151号佐世保世知原線

#### その他の道路
- 北松広域農道

## 名所・旧跡・観光スポット・祭事・催事
- 旧松浦炭鉱事務所（県指定文化財） - 現在、世知原炭坑資料館として一般公開されている。
- 佐々川の石橋群 - 旧世知原町指定文化財[23]、佐世保市指定有形文化財[24]
- 世知原温泉公共の宿「山暖簾」（旧国民宿舎「国見山荘」）※現在は国民宿舎ではない。
- 岩谷口岩陰遺跡[25] - 古墳時代の青銅鏡が出土しており、古墳時代には祭祀の場となっていたと考えられる。
- 北川内浮立（） - 佐世保市無形民俗文化財[26]
- 大山祗神社 - 長崎県指定文化財[27]